# Папулово
Папу́лово (рос. Папулово) — присілок у складі Лузького району Кіровської області, Росія. Адміністративний центр Папуловського сільського поселення.
Населення становить 238 осіб (2010, 331 у 2002).
Національний склад станом на 2002 рік — росіяни 98 %.